# Anfigenia
Anfigenia (en griego, Αμφιγένεια) es el nombre de una antigua ciudad griega situada en una zona limítrofe entre Élide y Mesenia, que fue mencionada por Homero en el catálogo de las naves de la Ilíada, donde formaba parte de los territorios que gobernaba Néstor.
Estrabón la ubica en la región denominada Macistia, próxima al río Hipsoento y menciona que había un santuario de Leto.
Según el arqueólogo Spyridon Marinatos, Anfigenia debe localizarse en una pequeña población llamada Muriatada, unos 9 km al este de Ciparisia.